# Teluk Brak
Teluk Brak is een bestuurslaag in het regentschap Tanggamus van de provincie Lampung, Indonesië. Teluk Brak telt 1260 inwoners (volkstelling 2010).